# 회색배올빼미원숭이

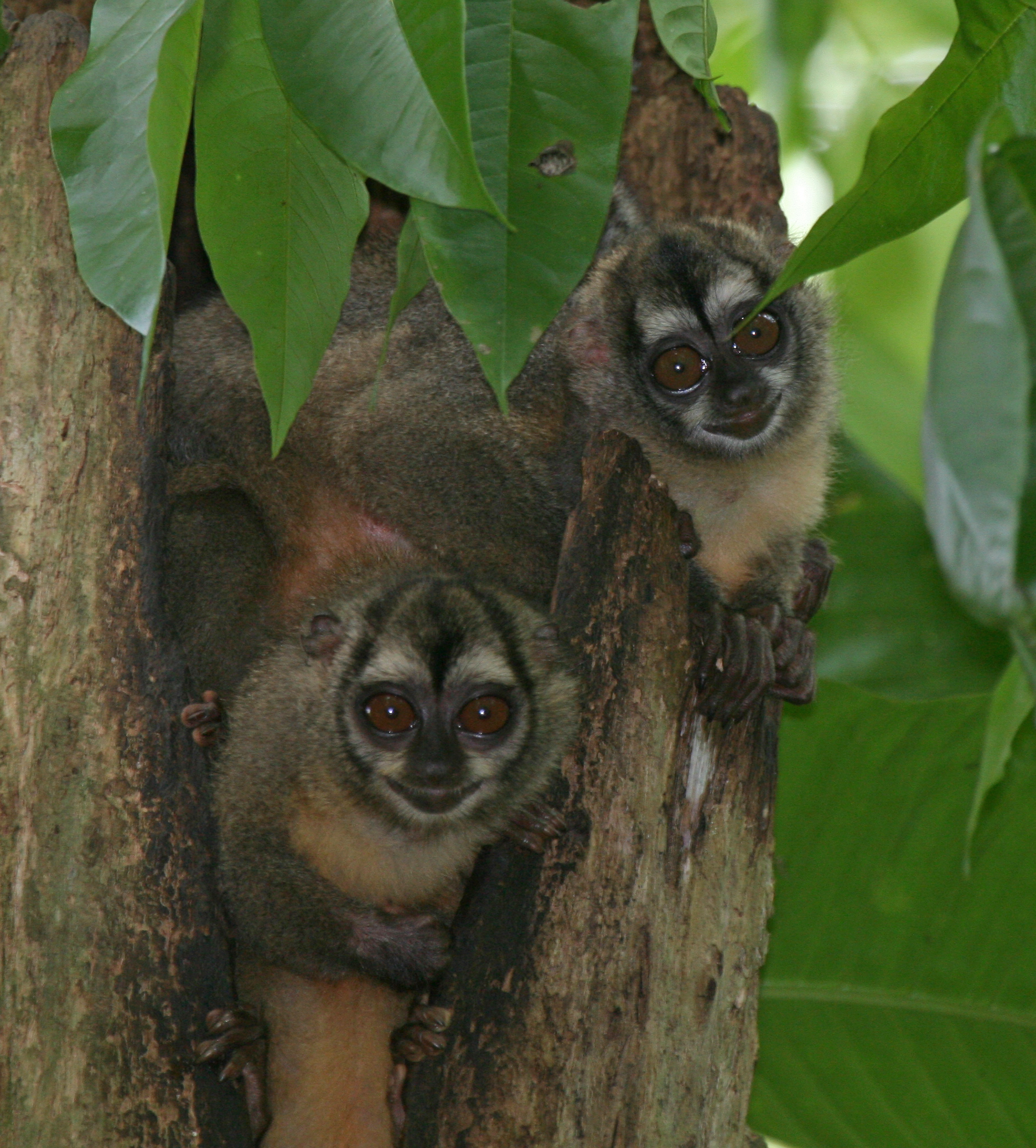

회색배올빼미원숭이 (Aotus lemurinus)는 신세계원숭이에 속하는 올빼미원숭이의 일종으로 작은 원숭이다. 남아메리카의 열대 및 아열대 숲에서 살고 있으며, 회색배올빼미원숭이는 신약 연구용으로 쓰기 위한 무분별한 사냥과 서식지 파괴로 인해 현저한 멸종 위협에 직면해 있다.

## 특징
이 속의 다른 원숭이들처럼, 이 종도 야행성이다. 작고 둥근 머리에 검은 줄무늬가 있으며, 갈색의 큰 두 눈이 두드러진다. 전체적인 모습은 올빼미와 다르다. 이 원숭이의 눈은 반사된 빛에 의해 일종의 붉은 오렌지 색을 띠며 빛난다. 눈썹은 희고 무성하며, 양미간에는 어두운 반점이 있다. 회색 털은 촘촘하며 양털과 같으며, 하체는 노랑에서 오렌지색을 띤다. 꼬리는 갈색을 띤 검은 색에서 오렌지색이며, 쥐는 힘이 있는 꼬리는 아니고, 끝단은 검은 색으로 굵기가 일정하다.
회색배올빼미원숭이는 가냘픈 손발을 지니고 있으며, 손가락은 길고 섬세하다. 손가락 끝은 넓다. 다 자라면 몸무게는 1.3 KG에 이르고, 성적 이형성은 관찰되지 않고 있다.

## 서식지와 먹이
건조 지대와 습지 지대 둘 다에서 발견되며, 회색배올빼미원숭이는 숲 캐노피의 모든 층에서 생활한다. 그러나 지상에서는 거의 발견되지 않는다. 이들은 고르게 퍼져있는 나무들 속에 있는 덩굴이 얽혀 있는 촘촘한 식물을 선호한다. 회색배올빼미원숭이는 콜롬비아와 북동아르헨티나에서 에콰도르와 파나마에 걸쳐 분포한다. 또한 열대 안데스 지역에서도 발견된다.
낮에 이 원숭이는 나무 줄기의 구멍 또는 울창한 수풀 속에서 잠을 잔다. 밤에는, 여러 종류의 먹이를 찾아 임관수(canopy)를 헤맨다. 크게는 과식수(果食獸, 과일을 먹는 동물)의 일종으로, 이 원숭이는 또한 식물과 곤충, 꽃꿀 그리고 과일을 먹기 힘들때는 심지어 다른 작은 포유류와 새들을 먹기도 한다.

## 습성과 생식
활동의 대부분은 해가 떠 있는 낮 시간과 밝은 달 빛이 있는 시기에 이루어지며, 회색배올빼미원숭이 집단은 한 쌍의 짝과 이들의 새끼들로 구성되어 있고, 모두 5 마리까지 될 수 있다. 이 종에서 주목할 만한 점은 일자일웅의 단혼제 형태를 형성한다는 것이다. 부모의 역할은 부모와 젊은 원숭이들 사이에 공유된다. 그러나 양육을 대부분을 떠 맡는 것은 수컷이다. 암컷은 단지 새끼들에게 젖을 먹일 뿐이다. 특이하게도, 수컷이 죽어도 암컷이 새끼들을 넘겨받지 않는 것으로 보인다.
소란스러운 원숭이답게, 이 원숭이는 다양한 소리를 낸다. 위협을 받았을 때, 조용히 째깍거리고 저음의 목에서 나오는 우르렁 소리에서부터 올빼미 울음 소리와 고음의 날카로운 소리까지 소리를 낸다. 먹이를 구할 때가 아니면, 이 원숭이는 대체적으로 움직이지 않는다. 이 속의 다른 원숭이들처럼, 회색배올빼미원숭이는 약 0.1 km2의 비교적 작은 영역을 차지한다. 냄새는 이 원숭이들 종 사이의 의사소통에서 있어서 중심에 있다. 꼬리 밑에서 분비되는 갈색의 기름은 이들의 영역을 나타낸다.
번식은 건기 끝 무렵과 우기철 중반에 최고조에 달한다. 임신 기간은 평균 133일이며, 통상적으로 한 마리의 새끼를 낳고, 쌍둥이는 거의 없다. 단지 일 년에 한 번 새끼를 낳는다. 2.5년에서 3.5년이면 새끼들을 낳을 정도로 성적으로 성숙해진다. 즉, 짝을 짓지 않은 배우자를 찾아서 집단을 떠난다.

## 분류
회색배올빼미원숭이는 4종의 아종이 알려져 왔다. 특정 아종을 제외하고는 전부 정식 종 등급으로 승격되었다. 다음 3종이 공식적으로 간주되는 아종이다.
- 브럼백올빼미원숭이 (Aotus brumbacki)
- 회색손올빼미원숭이 (Aotus griseimembra)
- 파나마올빼미원숭이 (Aotus zonalis)

게다가, 허쉬코비츠올빼미원숭이(Aotus hershkovitzi)도 이제는 회색배올빼미원숭이(A. lemurinus)의 하위 이명으로 간주된다.